# Hôn nhân cùng giới ở Đan Mạch
Hôn nhân cùng giới đã trở thành hợp pháp tại Đan Mạch vào ngày 15 tháng 6 năm 2012. Dự luật hợp pháp hóa, được giới thiệu bởi Chính phủ Helle Thorning-Schmidt, đã được Folketing (Nghị viện) phê duyệt vào ngày 7 tháng 6 năm 2012 và nhận được sự đồng ý của hoàng gia bởi Nữ hoàng Margrethe II vào ngày 12 tháng 6 năm 2012. Các cặp cùng giới đã được công nhận trước đây thông qua kết hợp dân sự. Đan Mạch là quốc gia thứ mười một trên thế giới hợp pháp hóa hôn nhân cùng giới.
Hôn nhân cùng giới cũng là hợp pháp ở hai quốc gia cấu thành khác của Vương quốc Đan Mạch:
- Tại Greenland, luật pháp cho phép kết hôn cùng giới đã thông qua Nghị viện Greenland vào ngày 26 tháng 5 năm 2015. Quốc hội Đan Mạch (được gọi là Folketing) đã phê chuẩn luật vào ngày 19 tháng 1 năm 2016 và luật có hiệu lực vào ngày 1 tháng 4 năm 2016.
- Tại Quần đảo Faroe, luật hôn nhân cùng giới đã thông qua Nghị viện (Løgting) vào ngày 29 tháng 4 năm 2016. Đạo luật đã được Quốc hội Đan Mạch phê chuẩn vào ngày 25 tháng 4 năm 2017 và nhận được sự đồng ý của hoàng gia vào ngày 3 tháng 5 năm 2017. Luật có hiệu lực vào ngày 1 tháng 7 năm 2017.

## Lịch sử

### Đan Mạch thích hợp

#### Đăng ký hợp tác
Đối tác đăng ký (tiếng Đan Mạch: registreret partnerskab) ở Đan Mạch được tạo ra bởi một đạo luật, được gọi là  Đạo luật về quan hệ đối tác đã đăng ký  (tiếng Đan Mạch: Lov om registreret partnerskab), ban hành vào ngày 7 tháng 6 năm 1989, luật đầu tiên trên thế giới và có hiệu lực vào ngày 1 tháng 10 năm 1989. Ba nỗ lực để mở rộng luật pháp vào tháng 5 năm 2003, khác vào tháng 6 năm 2003, và một lần nữa vào tháng 6 năm 2006 đã thất bại tại Quốc hội. Luật đã được mở rộng thành công vào tháng 6 năm 2009, và vào tháng 5 năm 2010.
Quan hệ đối tác đã đăng ký có hầu hết các phẩm chất giống như kết hôn. Tất cả các quyền và nghĩa vụ tài chính và pháp lý giống như của hôn nhân khác giới, với hai trường hợp ngoại lệ sau:
- luật quy định rõ ràng về giới tính của một cặp vợ chồng không áp dụng cho quan hệ đối tác đã đăng ký
- quy định của các điều ước quốc tế đã không được áp dụng trừ khi tất cả các bên ký kết đồng ý.

Ly hôn đối với các đối tác đã đăng ký tuân theo các quy tắc tương tự như ly hôn khác giới. Các đối tác đã đăng ký phải đáp ứng một trong các yêu cầu cư trú sau đây để thành lập công đoàn: (1) một đối tác phải là công dân Đan Mạch và cư trú tại Đan Mạch, hoặc (2) cả hai bên phải cư trú tại Đan Mạch trong hai năm. Công dân của Phần Lan, Iceland và Na Uy được coi là công dân Đan Mạch cho các mục đích cư trú. Ngoài ra, Bộ trưởng Tư pháp có thể yêu cầu một công dân của bất kỳ quốc gia nào khác có luật đối tác đã đăng ký tương tự như Đan Mạch được coi là công dân Đan Mạch.
Vào năm 2006, các cá nhân và các cặp đồng tính nữ được trao quyền tiếp cận điều trị thụ tinh nhân tạo.
Vào ngày 17 tháng 3 năm 2009, Folketing đã giới thiệu một dự luật cho phép các cặp cùng giới trong quan hệ đối tác đã đăng ký có quyền nhận con nuôi chung. This bill was approved on 4 May 2010 and took effect on 1 July 2010.
Hợp tác đã đăng ký chỉ bằng nghi lễ dân sự, nhưng Nhà thờ Đan Mạch cho phép các linh mục thực hiện các phước lành của các cặp cùng giới.
Vào ngày 15 tháng 6 năm 2012,  Đạo luật về quan hệ đối tác đã đăng ký  đã bị bãi bỏ và thay thế bằng luật hôn nhân trung lập về giới tính mới.

#### Hôn nhân cùng giới
Năm 2006, năm nghị sĩ tự do xã hội đã đưa ra nghị quyết yêu cầu Chính phủ soạn thảo luật hôn nhân trung lập về giới. Nghị quyết đã được tranh luận tại Quốc hội và bị các thành viên của liên minh cầm quyền bảo thủ phản đối. Bộ trưởng Gia đình, Carina Christensen, lập luận rằng các đối tác đã đăng ký đã có các quyền tương tự như đối tác kết hôn ngoại trừ khả năng kết hôn tại nhà thờ, và do đó, hôn nhân trung lập về giới là không cần thiết.
Vào tháng 1 năm 2008, Báo cáo viên bình đẳng của Đảng Tự do Xã hội, Lone Dybkjær, một lần nữa kêu gọi hôn nhân trung lập về giới (kønsneutrale ægteskab).
Thị trưởng Văn hóa và Giải trí Copenhagen, Pia Allerslev, từ đảng tự do lúc bấy giờ Venstre, cũng công khai ủng hộ hôn nhân cùng giới, cũng như Thị trưởng thành phố Copenhagen, Ritt Bjerregaard.
Vào tháng 6 năm 2010, Quốc hội một lần nữa tranh luận về một dự luật hôn nhân cùng giới do các đảng đối lập đề xuất. Nó đã bị từ chối trong một cuộc bỏ phiếu 52-57. Một kiến nghị kêu gọi hợp pháp hóa cũng đã được bỏ phiếu.
Vào tháng 10 năm 2011, Manu Sareen, Bộ trưởng bình đẳng và Giáo hội, đã thông báo rằng Chính phủ đang tìm cách hợp pháp hóa hôn nhân cùng giới vào mùa xuân 2012. Vào ngày 18 tháng 1 năm 2012, Chính phủ đã công bố hai dự thảo luật. Một dự luật đã đưa ra định nghĩa trung lập về giới tính về hôn nhân và cho phép các cặp cùng giới kết hôn hoặc tại các cơ quan đăng ký dân sự hoặc trong Nhà thờ Đan Mạch. Quan hệ đối tác đã đăng ký hiện tại có thể được chuyển đổi thành hôn nhân, trong khi không có quan hệ đối tác đăng ký mới có thể được tạo ra. Theo dự luật khác, các linh mục cá nhân sẽ được phép từ chối tiến hành hôn nhân cùng giới. Các cộng đồng tôn giáo khác cũng sẽ được phép tiến hành hôn nhân cùng giới nhưng sẽ không bị buộc phải làm như vậy. Các hóa đơn đã được tư vấn cho đến ngày 22 tháng 2 năm 2012.
Vào ngày 14 tháng 3 năm 2012, Chính phủ đã đệ trình cả hai dự luật lên Quốc hội. Các dự luật đã được phê duyệt vào ngày 7 tháng 6 năm 2012 và nhận được sự đồng ý của hoàng gia vào ngày 12 tháng 6 năm 2012. Luật mới có hiệu lực vào ngày 15 tháng 6 năm 2012. Đạo luật mới đã bị phản đối bởi Đảng Nhân dân Đan Mạch và Dân chủ Thiên chúa giáo, một đảng bảo thủ tôn giáo, mặc dù sau đó không được đại diện trong Quốc hội Đan Mạch. Theo luật, các bộ trưởng có thể từ chối thực hiện một nghi lễ cùng giới, nhưng giám mục địa phương phải sắp xếp một sự thay thế cho việc xây dựng nhà thờ của họ.
| Đảng                        | Phiếu ủng hộ | Phiếu phản đối | Phiếu trắng                                        | Vắng mặt (Không bình chọn) |
| --------------------------- | --- | --- | -------------------------------------------------- | --- |
| Venstre - Liberal Party     | 18 - Kim Andersen - Gitte Lillelund Bech - Peter Christensen - Karen Ellemann - Jakob Ellemann-Jensen - Lykke Friis - Martin Geertsen - Preben Bang Henriksen - Jacob Jensen - Michael Aastrup Jensen - Jan E. Jørgensen - Flemming Damgaard Larsen - Tina Nedergaard - Ellen Trane Nørby - Fatma Øktem - Hans Christian Schmidt - Inger Støjberg - Eyvind Vesselbo | 9 - Hans Andersen - Anne-Mette Winther Christiansen - Jane Heitmann - Birthe Rønn Hornbech - Peter Juel Jensen - Lars Christian Lilleholt - Anni Matthiesen - Troels Lund Poulsen - Ulla Tørnæs                                                | 2 - Louise Schack Elholm - Torsten Schack Pedersen | 18 - Erling Bonnesen - Thomas Danielsen - Claus Hjort Frederiksen - Bertel Haarder - Eva Kjer Hansen - Henrik Høegh - Kristian Jensen - Karen Jespersen - Birgitte Josefsen - Esben Lunde Larsen - Karsten Lauritzen - Sophie Løhde - Kristian Pihl Lorentzen - Karsten Nonbo - Søren Pind - Lars Løkke Rasmussen - Mads Rørvig - Hans Christian Thoning |
| G Social Democrats          | 27 - Sophie Hæstorp Andersen - Trine Bramsen - Kirsten Brosbøl - Lennart Damsbo-Andersen - Benny Engelbrecht - Mette Frederiksen - Mette Gjerskov - Karen Hækkerup - Ole Hækkerup - Ane Halsboe-Larsen - Orla Hav - Magnus Heunicke - Mogens Jensen - Jens Joel - Jan Johansen - Karen J. Klint - Jeppe Kofod - Simon Kollerup - Bjarne Laustsen - Annette Lind - Flemming Møller Mortensen - Maja Panduro - John Dyrby Paulsen - Troels Ravn - Mette Reissmann - Pernille Rosenkrantz-Theil - Julie Skovsby | - | -                                                  | 17 - Christine Antorini - Jacob Bjerregaard - Morten Bødskov - Bjarne Corydon - Karin Gaardsted - Nick Hækkerup - Carsten Hansen - Torben Hansen - Leif Lahn Jensen - Thomas Jensen - Henrik Dam Kristensen - Rasmus Horn Langhoff - Henrik Sass Larsen - Mogens Lykketoft - Rasmus Prehn - Helle Thorning-Schmidt - Nicolai Wammen                      |
| Danish People's Party       | - | 13 - Pia Adelsteen - Karina Adsbøl - Alex Ahrendtsen - Liselott Blixt - Bent Bøgsted - Mette Hjermind Dencker - Jørn Dohrmann - Søren Espersen - Martin Henriksen - Marie Krarup - Christian Langballe - Morten Marinus - Hans Kristian Skibby | -                                                  | 9 - René Christensen - Kim Christiansen - Jens Henrik Thulesen Dahl - Kristian Thulesen Dahl - Mikkel Dencker - Dennis Flydtkjær - Pia Kjærsgaard - Karin Nødgaard - Peter Skaarup |
| G Social Liberal Party      | 11 - Liv Holm Andersen - Nadeem Farooq - Marianne Jelved - Sofie Carsten Nielsen - Rasmus Helveg Petersen - Lotte Rod - Manu Sareen - Zenia Stampe - Andreas Steenberg - Hans Vestager - Margrethe Vestager | - | -                                                  | 6 - Christian Friis Bach - Uffe Elbæk - Camilla Hersom - Lone Loklindt - Jeppe Mikkelsen - Morten Østergaard |
| G Socialist People's Party  | 11 - Eigil Andersen - Pernille Vigsø Bagge - Özlem Sara Cekic - Jonas Dahl - Karina Lorentzen Dehnhardt - Steen Gade - Astrid Krag - Holger K. Nielsen - Jesper Petersen - Lisbeth Bech Poulsen - Annette Vilhelmsen | - | -                                                  | 5 - Ida Auken - Anne Baastrup - Pia Olsen Dyhr - Ole Sohn - Villy Søvndal |
| Red-Green Alliance          | 9 - Jørgen Arbo-Bæhr - Stine Brix - Per Clausen - Lars Dohn - Henning Hyllested - Christian Juhl - Rosa Lund - Pernille Skipper - Nikolaj Villumsen | - | -                                                  | 3 - Frank Aaen - Johanne Schmidt-Nielsen - Finn Sørensen |
| Liberal Alliance            | 5 - Simon Emil Ammitzbøll - Mette Bock - Villum Christensen - Leif Mikkelsen - Ole Birk Olesen | - | -                                                  | 4 - Thyra Frank - Joachim B. Olsen - Merete Riisager - Anders Samuelsen |
| Conservative People's Party | 4 - Lars Barfoed - Mai Henriksen - Mike Legarth - Per Stig Møller | 2 - Tom Behnke - Lene Espersen | -                                                  | 2 - Benedikte Kiær - Brian Mikkelsen |
| Community of the People     | - | - | -                                                  | 1 - Sara Olsvig |
| Forward                     | - | - | -                                                  | 1 - Doris Jakobsen |
| Union Party                 | - | - | -                                                  | 1 - Edmund Joensen |
| Social Democratic Party     | - | - | -                                                  | 1 - Sjúrður Skaale |
| Tổng cộng                   | 85 | 24 | 2                                                  | 68 |

### Greenland
Luật đối tác đã đăng ký của Đan Mạch đã được mở rộng tới Greenland vào ngày 26 tháng 4 năm 1996. Luật hôn nhân của Đan Mạch, được Chính phủ Greenland ủng hộ, sẽ được Quốc hội xem xét vào mùa xuân năm 2014, nhưng đã bị hoãn lại sau năm do bầu cử quốc hội. Luật pháp cấp quyền kết hôn và nhận con nuôi cho các cặp cùng giới đã có lần đọc đầu tiên vào ngày 25 tháng 3 năm 2015. Nó đã được chấp thuận nhất trí trong lần đọc thứ hai, được tổ chức vào ngày 26 tháng 5 năm 2015. Việc phê chuẩn luật pháp được yêu cầu bởi Quốc hội Đan Mạch, nơi đã phê chuẩn luật vào ngày 19 tháng 1 năm 2016. The law came into effect on 1 April 2016.
Luật hợp tác đã đăng ký của Greenland đã bị bãi bỏ cùng ngày khi luật hôn nhân cùng giới có hiệu lực.

### Faroe Islands
Quan hệ đối tác đã đăng ký của Đan Mạch không bao giờ được mở rộng đến Quần đảo Faroe và cho đến năm 2017, đây là khu vực duy nhất ở Bắc Âu không công nhận kết hợp dân sự cùng giới. Một bộ các dự luật để mở rộng luật hôn nhân trung lập về giới của Đan Mạch đến Quần đảo Faroe đã được gửi tới Løgting vào ngày 20 tháng 11 năm 2013, mặc dù đã bị từ chối ở lần đọc thứ hai vào ngày 13 tháng 3 năm 2014.
Sau Tổng tuyển cử Faroese vào tháng 9 năm 2015, hai dự luật kết hôn cùng giới (một cho phép kết hôn cùng giới và một cho phép ly hôn cùng giới) đã được đệ trình lên Nghị viện. Các hóa đơn đã nhận được một lần đọc đầu tiên vào ngày 24 tháng 11 năm 2015. Vào ngày 26 tháng 4 năm 2016, sau một số lượng đáng kể sự điều động của quốc hội, dự luật hôn nhân cùng giới đã thông qua lần đọc thứ hai bằng một cuộc bỏ phiếu 19-14. Dự luật đã thông qua bài đọc cuối cùng vào ngày 29 tháng 4 năm 2016. Quốc hội Đan Mạch đã bỏ phiếu nhất trí phê chuẩn những thay đổi đối với luật hôn nhân của chính mình vào ngày 25 tháng 4 năm 2017. Bộ trưởng Bộ Tư pháp sau đó đã cho phép luật có hiệu lực vào ngày 1 tháng 7 năm 2017, sau khi một số điều chỉnh nhỏ về nhà thờ chính phủ đã được ban hành thực hiện.
Pháp luật miễn cho Nhà thờ Quần đảo Faroe thực hiện hôn nhân cùng giới đã thông qua Quốc hội Faroese vào ngày 30 tháng 5 và có hiệu lực vào ngày 1 tháng 7 năm 2017, bên cạnh luật hôn nhân. Đám cưới cùng giới đầu tiên ở Quần đảo Faroe được thực hiện vào ngày 6 tháng 9 năm 2017.

### Số liệu thống kê
Thống kê hôn nhân cùng giới ở Đan Mạch (trừ Greenland và Quần đảo Faroe) được hiển thị trong bảng dưới đây.
| Năm  | Hôn nhân giữa nam | Hôn nhân giữa nữ | Hôn nhân cùng giới | Tổng cộng hôn nhân | % hôn nhân cùng giới |
| ---- | ----------------- | ---------------- | ------------------ | ------------------ | -------------------- |
| 2012 | 104               | 164              | 268                | 28,503             | 0.94%                |
| 2013 | 129               | 234              | 363                | 27,503             | 1.32%                |
| 2014 | 155               | 209              | 364                | 28,331             | 1.28%                |
| 2015 | 163               | 208              | 371                | 28,853             | 1.29%                |
| 2016 | 160               | 218              | 378                | 30,767             | 1.23%                |
| 2017 | 190               | 246              | 436                | 31,777             | 1.37%                |
| 2018 | 187               | 293              | 480                | 32,525             | 1.48%                |

## Dư luận
Một cuộc thăm dò của YouGov, được thực hiện từ ngày 27 tháng 12 năm 2012 đến ngày 6 tháng 1 năm 2013, cho thấy 79% người Đan Mạch ủng hộ hôn nhân cùng giới và 16% phản đối. 6% còn lại không có ý kiến gì về vấn đề này. Cuộc thăm dò tương tự cũng cho thấy 59% ủng hộ quyền nhận con nuôi của các cặp cùng giới, 31% phản đối và 11% không có ý kiến.
Một cuộc khảo sát tháng 5 năm 2013 của Gallup từ Quần đảo Faroe cho thấy 68% ủng hộ hôn nhân dân sự cho các cặp cùng giới, với 27% chống lại và 5% chưa quyết định. Tất cả các khu vực cho thấy sự ủng hộ đa số và không có nhóm tuổi nào có nhiều đối thủ hơn những người ủng hộ.
Một cuộc thăm dò khác từ Quần đảo Faroe cho thấy 62% số người được hỏi ủng hộ hôn nhân cùng giới. Sự phân chia khu vực rất có ý nghĩa. Sự hỗ trợ lớn hơn trên Streymoy (71% ở Norðurstreymoy; 78% ở Suðurstreymoy) bao gồm thủ đô Tórshavn, so với Quần đảo phía Bắc (42%)]] (48%).
Vào tháng 8 năm 2014, một cuộc thăm dò từ Quần đảo Faroe đã được tiến hành, hỏi 600 người được hỏi về quan điểm của họ đối với hôn nhân dân sự đối với các cặp cùng giới. Trong số 600 người được hỏi, 61% ủng hộ ý tưởng này, trong khi 32% phản đối và 7% không có ý kiến.
Eurobarometer 2015 cho thấy 87% người Đan Mạch ủng hộ hôn nhân cùng giới, trong khi 9% phản đối và 4% không biết.
Một cuộc thăm dò Pew Research Center, được thực hiện từ tháng 4 đến tháng 8 năm 2017 và được công bố vào tháng 5 năm 2018, cho thấy 86% người Đan Mạch ủng hộ hôn nhân cùng giới, 9% phản đối và 5% không biết hoặc từ chối trả lời. Khi bị chia rẽ bởi tôn giáo, 92% người không theo tôn giáo, 87% Kitô hữu không hành đạo và 74% Kitô hữu tham dự nhà thờ ủng hộ hôn nhân cùng giới. Trong số những người từ 18-34 tuổi, sự phản đối hôn nhân cùng giới là 6%.